# Peggy Beer
Peggy Beer (* 15. September 1969 in Ost-Berlin) ist eine deutsche Leichtathletin, die in den 1980er und 1990er Jahren als Siebenkämpferin erfolgreich war. Ihr größter Erfolg ist die Bronzemedaille bei den Europameisterschaften 1990. Bis 1990 startete sie für die DDR. Beer wurde ein Mal DDR-Meisterin sowie zwei Mal deutsche Meisterin, zuletzt 1997. Sie ist die Tochter der Leichtathleten Sigrid Albert und dem Olympiazweiten Klaus Beer, auch ihr Bruder Ron (* 1965) war aktiver Leichtathlet.

## Einsätze bei internationalen Höhepunkten im Einzelnen
- 1987: Junioreneuropameisterschaften: Platz 1 (6068 Punkte: 13,70 s – 1,79 m – 12,11 m – 24,19 s – 6,08 m – 43,48 m – 2:18,61 min)
- 1988: Juniorenweltmeisterschaften: Platz 3 (6067 Punkte: 13,65 s – 1,77 m – 13,13 m – 24,45 s – 6,17 m – 38,04 m – 2:15,08 min)
- 1990: Europameisterschaften: Platz 3 (6531 Punkte: 13,27 s – 1,82 m – 13,46 m – 23,99 s – 6,38 m – 42,10 m – 2:05,79 min)
- 1991: Weltmeisterschaften: Platz 7 (6380 Punkte: 13,41 s – 1,79 m – 12,97 m – 24,25 s – 6,34 m – 43,66 m – 2:09,32 min)
- 1992: Olympische Spiele: Platz 6 (6434 Punkte: 13,48 s – 1,82 m – 13,23 m – 23,93 s – 6,01 m – 48,10 m – 2:09,49 min)
- 1994: Europameisterschaften: Platz 6 (6275 Punkte: 13,48 m – 1,81 m – 13,27 m – 24,79 s – 6,07 m – 49,18 m – 2:16,95 min)
- 1995: Weltmeisterschaften: aufgegeben nach fünf Disziplinen
- 1996: Olympische Spiele: Platz 13 (6234 Punkte: 13,52 s – 1,74 m – 13,65 m – 24,64 s – 6,09 m – 46,72 m – 2:13,15 min)
- 1997: Weltmeisterschaften: Platz 9 (6259 Punkte: 13,32 s – 1,78 m – 12,69 m – 24,28 s – 6,21 m – 41,06 m – 2:10,00 min)

Peggy Beer gehörte dem SC Dynamo Berlin an, ab 1993 dem LAC Halensee Berlin. In ihrer Wettkampfzeit war sie 1,75 m groß und 69 kg schwer.